# پلنگلو
پلنگلو یک روستا در ایران است که در دهستان انگوت غربی واقع شده‌است.